# Edsall (lớp tàu hộ tống khu trục)
Lớp Edsall là một lớp tàu hộ tống khu trục được chế tạo cho Hải quân Hoa Kỳ, chủ yếu được sử dụng trong vai trò hộ tống chống tàu ngầm trong Chiến tranh thế giới thứ hai. Chiếc dẫn đầu của lớp, USS Edsall, nhập biên chế vào ngày 10 tháng 4, 1943 tại Orange, Texas. Trong tổng số 85 chiếc nhập biên chế để phục vụ cùng Hải quân Mỹ, ba chiếc đã bị mất trong cuộc xung đột; và trong giai đoạn sau Thế Chiến II một số đã được chuyển giao cho lực lượng Tuần duyên Hoa Kỳ cũng như cho hải quân các nước đồng minh, trong đó có hai chiếc chuyển cho Hải quân Việt Nam Cộng hòa. Cho đến nay, ngoại trừ một chiếc duy nhất Stewart (DE-238) được giữ tại như một tàu bảo tàng tại Galveston, Texas, mọi chiếc khác đều đã ngừng hoạt động, bị tháo dỡ hoặc không rõ số phận sau cùng.

## Đặc điểm thiết kế
Lớp Edsall còn được gọi là kiểu FMR do được trang bị động cơ diesel Fairbanks-Morse dẫn động qua hộp số giảm tốc đến trục chân vịt, vốn là kiểu động cơ được áp dụng rộng rãi trên tàu ngầm. Ngoại trừ đặc tính về động cơ, lớp Edsall hầu như tương tự với lớp Cannon (DET) dẫn trước.
Vũ khí trang bị bao gồm ba pháo 3 in (76 mm)/50 cal trên tháp pháo nòng đơn có thể đối hạm hoặc phòng không, một khẩu đội pháo phòng không Bofors 40 mm nòng đôi và tám pháo phòng không Oerlikon 20 mm. Vũ khí chống ngầm bao gồm một dàn súng cối chống tàu ngầm Hedgehog Mk. 10 (có 24 nòng và mang theo 144 quả đạn); hai đường ray Mk. 9 và tám máy phóng K3 Mk. 6 để thả mìn sâu. Con tàu vẫn giữ lại ba ống phóng ngư lôi Mark 15 21 inch (533 mm). Thủy thủ đoàn đầy đủ bao gồm 15 sĩ quan và 201 thủy thủ.
Edsall là lớp tàu hộ tống khu trục cuối cùng trang bị pháo chính cỡ 3-inch, vì các lớp Rudderow và John C. Butler tiếp theo được nâng cấp lên pháo pháo 5 in (130 mm)/38 cal. Vào giai đoạn Thế chiến II sắp chấm dứt, đã có ý định thay thế pháo 3-inch bằng pháo 5-inch, nhưng chỉ có chiếc Camp (DE-251) được tái trang bị, khi nó được sửa chữa sau một tai nạn va chạm.
Sau chiến tranh, nhiều chiếc thuộc lớp Edsall được cải biến sang tàu khu trục cột mốc radar tầm xa (mang ký hiệu lườn DER). Những chiếc này có thời gian phục vụ kéo dài cho đến tận cuối thập niên 1960.

## Chế tạo
Tất cả 85 chiếc lớp Edsall đều chỉ được chế tạo bởi hai hãng đóng tàu: Consolidated Steel Corporation tại Orange, Texas (47), và Brown Shipbuilding, tại Houston, Texas (38). Lần lượt theo thứ tự số hiệu lườn là:
- DE-129 đến DE-152 được đóng bởi Consolidated Steel Corporation, Orange, Texas
- DE-238 đến DE-255 được đóng bởi Brown Shipbuilding, Houston, Texas
- DE-316 đến DE-338 được đóng bởi Consolidated Steel Corporation, Orange, Texas
- DE-382 đến DE-401 được đóng bởi Brown Shipbuilding, Houston, Texas

## Lịch sử hoạt động
Edsall là lớp tàu hộ tống khu trục duy nhất mà mọi con tàu đặt hàng ban đầu đều được nhập biên chế cùng Hải quân Hoa Kỳ. Đây cũng là lớp duy nhất mà 37 chiếc trong số này được vận hành bởi một thủy thủ đoàn mà toàn bộ là nhân sự thuộc Tuần duyên Hoa Kỳ trong suốt cuộc chiến tranh. Một chiến đã tham gia vào Chiến dịch  tại miền Nam nước Pháp, và hai chiếc đã bị tấn công bởi bom lượn của Không quân Đức Quốc xã. Phần lớn chúng đang được điều động sang Mặt trận Thái Bình Dương khi Nhật Bản chấp nhận đầu hàng

### Những chiếc bị mất hay hư hại trong Thế Chiến II
- USS Frederick C. Davis (DE-136) – bị đánh chìm bởi tàu ngầm U-546 tại Bắc Đại Tây Dương, 24 tháng 4, 1945
- USS Fiske (DE-143) – bị đánh chìm bởi tàu ngầm U-804 phía Bắc Azores, 2 tháng 8, 1944
- USS Leopold (DE-319) – trúng ngư lôi từ tàu ngầm U-371 phía Nam Iceland 9 tháng 3, 1944
- USS Menges (DE-320) – bị hư hại do trúng ngư lôi từ tàu ngầm U-371 ngoài khơi Algiers, 20 tháng 4, 1944
- USS Holder (DE-401) – bị hư hại bởi máy bay Đức ngoài khơi Algiers, 11 tháng 4, 1944

### Chuyển giao cho Tuần duyên Hoa Kỳ (1951 - 1954)

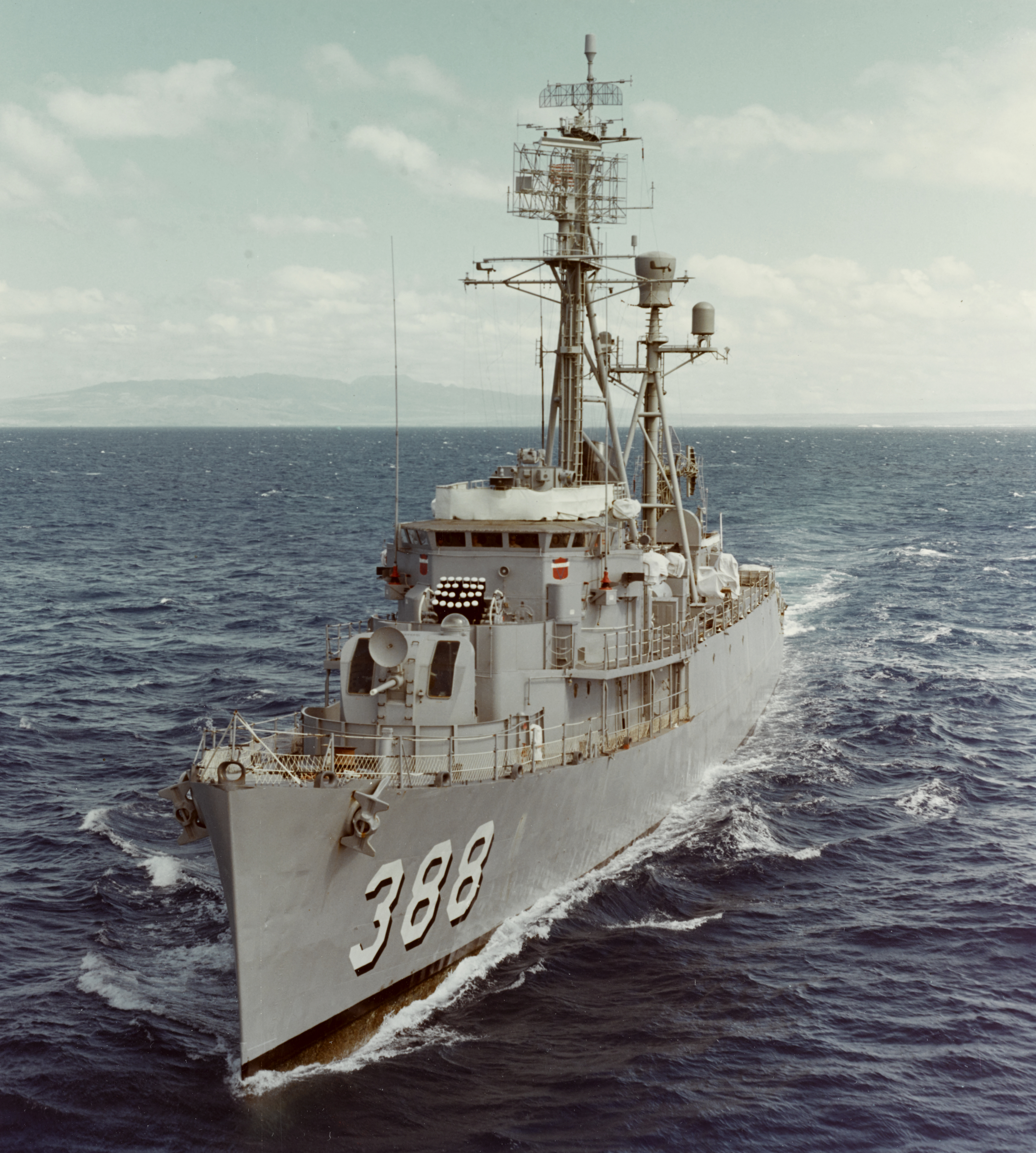
USS Lansing vào năm 1963

- USS Newell (DE-322) – chuyển sang ký hiệu lườn WDE-422
- USS Falgout (DE-324) – chuyển sang ký hiệu lườn WDE-424
- USS Lowe (DE-325) – chuyển sang ký hiệu lườn WDE-425
- USS Finch (DE-328) – chuyển sang ký hiệu lườn WDE-428
- USS Koiner (DE-331) – chuyển sang ký hiệu lườn WDE-431
- USS Forster (DE-334) – chuyển sang ký hiệu lườn WDE-434
- USS Ramsden (DE-382) – chuyển sang ký hiệu lườn WDE-482
- USS Richey (DE-385) – chuyển sang ký hiệu lườn WDE-485
- USS Vance (DE-387) – chuyển sang ký hiệu lườn WDE-487
- USS Lansing (DE-388) – chuyển sang ký hiệu lườn WDE-488
- USS Durant (DE-389) – chuyển sang ký hiệu lườn WDE-489
- USS Chambers (DE-391) – chuyển sang ký hiệu lườn WDE-491

### Chuyển giao cho các nước đồng minh
- USS Hurst (DE-250) – chuyển cho Hải quân Mexico như là chiếc Comodoro Manuel Azueta (A06), là chiếc cuối cùng trong lớp hoạt động (xuất biên chế 2015)
- USS Camp (DE-251) – chuyển cho Hải quân Việt Nam Cộng hòa như là chiếc RSNS Trần Hưng Đạo (HQ-01). Sau đó cho Hải quân Philippine như là chiếc BRP Rajah Lakandula (PF-4)
- USS Thomas J. Gary (DE-326) – chuyển cho Hải quân Tunisia
- USS Forster (DE-334) – chuyển cho Hải quân Việt Nam Cộng hòa như là chiếc RSNS Trần Khánh Dư (HQ-04). Sau đó được Hải quân Nhân dân Việt Nam tiếp quản và sử dụng như là chiếc HQ-3

## Những chiếc trong lớp
| Tên (ký hiệu lườn)                          | Xưởng đóng tàu                                | Đặt lườn          | Hạ thủy           | Nhập biên chế       | Xuất biên chế      | Số phận |
| ------------------------------------------- | --------------------------------------------- | ----------------- | ----------------- | ------------------- | ------------------ | --- |
| Edsall (DE-129)                             | Consolidated Steel Corporation, Orange, Texas | 2 tháng 7, 1942   | 1 tháng 11, 1942  | 10 tháng 4, 1943    | 11 tháng 6, 1946   | Xóa đăng bạ 1 tháng 6, 1968, bán để tháo dỡ tháng 7, 1969 |
| Jacob Jones (DE-130)                        | Consolidated Steel Corporation, Orange, Texas | 16 tháng 6, 1942  | 29 tháng 11, 1942 | 29 tháng 4, 1943    | 26 tháng 7, 1946   | Xóa đăng bạ 2 tháng 1, 1971, bán để tháo dỡ 22 tháng 8, 1973 |
| Hammann (DE-131)) (ex-Langley)              | Consolidated Steel Corporation, Orange, Texas | 10 tháng 7, 1942  | 13 tháng 12, 1942 | 17 tháng 5, 1943    | 24 tháng 10, 1945  | Xóa đăng bạ 1 tháng 10, 1972, bán để tháo dỡ 18 tháng 1, 1974 |
| Robert E. Peary (DE-132)                    | Consolidated Steel Corporation, Orange, Texas | 30 tháng 6, 1942  | 2 tháng 1, 1943   | 31 tháng 5, 1943    | 13 tháng 6, 1947   | Xóa đăng bạ 1 tháng 7, 1966, bán để tháo dỡ 6 tháng 9, 1967 |
| Pillsbury (DE-133)                          | Consolidated Steel Corporation, Orange, Texas | 18 tháng 7, 1942  | 10 tháng 1, 1943  | 7 tháng 6, 1943     | 1 tháng 5, 1947    | Xếp lại lớp DER-133 tháng 8, 1954. Xóa đăng bạ 1 tháng 7, 1965, bán để tháo dỡ 1966 |
| Pillsbury (DE-133)                          | Consolidated Steel Corporation, Orange, Texas | 18 tháng 7, 1942  | 10 tháng 1, 1943  | 15 tháng 3, 1955    | 20 tháng 6, 1960   | Xếp lại lớp DER-133 tháng 8, 1954. Xóa đăng bạ 1 tháng 7, 1965, bán để tháo dỡ 1966 |
| Pope (DE-134)                               | Consolidated Steel Corporation, Orange, Texas | 14 tháng 7, 1942  | 12 tháng 1, 1943  | 25 tháng 6, 1943    | 17 tháng 5, 1946   | Xóa đăng bạ 2 tháng 1, 1971, bán để tháo dỡ 22 tháng 8, 1973 |
| Flaherty (DE-135)                           | Consolidated Steel Corporation, Orange, Texas | 7 tháng 11, 1942  | 17 tháng 1, 1943  | 26 tháng 6, 1943    | 17 tháng 6, 1946   | Xóa đăng bạ 1 tháng 4, 1965, bán để tháo dỡ 4 tháng 11, 1966 |
| Frederick C. Davis (DE-136)                 | Consolidated Steel Corporation, Orange, Texas | 9 tháng 11, 1942  | 24 tháng 1, 1943  | 14 tháng 7, 1943    | —                  | Bị đánh chìm bởi ngư lôi từ tàu ngầm U-546 tại Đại Tây Dương, 24 tháng 4, 1945 |
| Herbert C. Jones (DE-137)                   | Consolidated Steel Corporation, Orange, Texas | 30 tháng 11, 1942 | 19 tháng 1, 1943  | 21 tháng 7, 1943    | 2 tháng 5, 1947    | Xóa đăng bạ 1 tháng 7, 1972, bán để tháo dỡ 19 tháng 7, 1973 |
| Douglas L. Howard (DE-138)                  | Consolidated Steel Corporation, Orange, Texas | 8 tháng 12, 1942  | 24 tháng 1, 1943  | 29 tháng 7, 1943    | 17 tháng 6, 1946   | Xóa đăng bạ 1 tháng 10, 1972, bán để tháo dỡ 14 tháng 5, 1974 |
| Farquhar (DE-139)                           | Consolidated Steel Corporation, Orange, Texas | 14 tháng 12, 1942 | 13 tháng 2, 1943  | 5 tháng 8, 1943     | 14 tháng 6, 1946   | Xóa đăng bạ 1 tháng 10, 1972, bán để tháo dỡ 21 tháng 3, 1974 |
| J. R. Y. Blakely (DE-140)                   | Consolidated Steel Corporation, Orange, Texas | 16 tháng 12, 1942 | 7 tháng 3, 1943   | 16 tháng 8, 1943    | 14 tháng 6, 1946   | Xóa đăng bạ 2 tháng 1, 1971, bán để tháo dỡ 22 tháng 8, 1973 |
| Hill (DE-141)                               | Consolidated Steel Corporation, Orange, Texas | 21 tháng 12, 1942 | 28 tháng 2, 1943  | 16 tháng 8, 1943    | 7 tháng 6, 1946    | Xóa đăng bạ 1 tháng 10, 1972, bán để tháo dỡ 18 tháng 1, 1974 |
| Fessenden (DE-142)                          | Consolidated Steel Corporation, Orange, Texas | 4 tháng 1, 1943   | 9 tháng 3, 1943   | 25 tháng 8, 1943    | 24 tháng 6, 1946   | Xếp lại lớp DER-142 1 tháng 10, 1951. Xóa đăng bạ 1 tháng 9, 1966, bị đánh chìm như mục tiêu ngoài khơi Trân Châu Cảng 20 tháng 12, 1967 |
| Fessenden (DE-142)                          | Consolidated Steel Corporation, Orange, Texas | 4 tháng 1, 1943   | 9 tháng 3, 1943   | 4 tháng 3, 1952     | 30 tháng 6, 1960   | Xếp lại lớp DER-142 1 tháng 10, 1951. Xóa đăng bạ 1 tháng 9, 1966, bị đánh chìm như mục tiêu ngoài khơi Trân Châu Cảng 20 tháng 12, 1967 |
| Fiske (DE-143)                              | Consolidated Steel Corporation, Orange, Texas | 4 tháng 1, 1943   | 14 tháng 3, 1943  | 25 tháng 8, 1943    | —                  | Bị đánh chìm bởi ngư lôi từ tàu ngầm U-804 phía Bắc Azores, 2 tháng 8, 1944 |
| Frost (DE-144)                              | Consolidated Steel Corporation, Orange, Texas | 13 tháng 1, 1943  | 21 tháng 3, 1943  | 30 tháng 8, 1943    | 18 tháng 6, 1946   | Xóa đăng bạ 1 tháng 4, 1965, bán để tháo dỡ 29 tháng 12, 1966 |
| Huse (DE-145)                               | Consolidated Steel Corporation, Orange, Texas | 11 tháng 1, 1943  | 23 tháng 3, 1943  | 30 tháng 8, 1943    | 27 tháng 3, 1946   | Xóa đăng bạ 1 tháng 8, 1973, bán để tháo dỡ 24 tháng 6, 1974 |
| Huse (DE-145)                               | Consolidated Steel Corporation, Orange, Texas | 11 tháng 1, 1943  | 23 tháng 3, 1943  | 3 tháng 8, 1951     | 30 tháng 6, 1965   | Xóa đăng bạ 1 tháng 8, 1973, bán để tháo dỡ 24 tháng 6, 1974 |
| Inch (DE-146)                               | Consolidated Steel Corporation, Orange, Texas | 19 tháng 1, 1943  | 4 tháng 4, 1943   | 8 tháng 9, 1943     | 17 tháng 5, 1946   | Xóa đăng bạ 1 tháng 10, 1972, bán để tháo dỡ 21 tháng 3, 1974 |
| Blair (DE-147)                              | Consolidated Steel Corporation, Orange, Texas | 19 tháng 1, 1943  | 6 tháng 4, 1943   | 13 tháng 9, 1943    | 28 tháng 6, 1946   | Xếp lại lớp DER-147 1 tháng 11, 1956. Xóa đăng bạ 1 tháng 12, 1972, bán để tháo dỡ 20 tháng 9, 1974 |
| Blair (DE-147)                              | Consolidated Steel Corporation, Orange, Texas | 19 tháng 1, 1943  | 6 tháng 4, 1943   | 5 tháng 10, 1951    | 13 tháng 11, 1956  | Xếp lại lớp DER-147 1 tháng 11, 1956. Xóa đăng bạ 1 tháng 12, 1972, bán để tháo dỡ 20 tháng 9, 1974 |
| Blair (DE-147)                              | Consolidated Steel Corporation, Orange, Texas | 19 tháng 1, 1943  | 6 tháng 4, 1943   | 2 tháng 12, 1957    | 15 tháng 6, 1960   | Xếp lại lớp DER-147 1 tháng 11, 1956. Xóa đăng bạ 1 tháng 12, 1972, bán để tháo dỡ 20 tháng 9, 1974 |
| Brough (DE-148)                             | Consolidated Steel Corporation, Orange, Texas | 22 tháng 1, 1943  | 10 tháng 4, 1943  | 18 tháng 9, 1943    | 22 tháng 3, 1946   | Xóa đăng bạ 1 tháng 11, 1965, bán để tháo dỡ 13 tháng 10, 1966 |
| Brough (DE-148)                             | Consolidated Steel Corporation, Orange, Texas | 22 tháng 1, 1943  | 10 tháng 4, 1943  | 7 tháng 9, 1951     | 30 tháng 6, 1965   | Xóa đăng bạ 1 tháng 11, 1965, bán để tháo dỡ 13 tháng 10, 1966 |
| Chatelain (DE-149)                          | Consolidated Steel Corporation, Orange, Texas | 25 tháng 1, 1943  | 21 tháng 4, 1943  | 22 tháng 9, 1943    | 14 tháng 6, 1946   | Xóa đăng bạ 1 tháng 8, 1973, bán để tháo dỡ 24 tháng 6, 1974 |
| Neunzer (DE-150)                            | Consolidated Steel Corporation, Orange, Texas | 29 tháng 1, 1943  | 27 tháng 4, 1943  | 27 tháng 9, 1943    | tháng 1, 1947      | Xóa đăng bạ 1 tháng 7, 1972, bán để tháo dỡ 1 tháng 11, 1973 |
| Poole (DE-151)                              | Consolidated Steel Corporation, Orange, Texas | 13 tháng 2, 1943  | 8 tháng 5, 1943   | 29 tháng 9, 1943    | tháng 1, 1947      | Xóa đăng bạ 2 tháng 1, 1971, bán để tháo dỡ 30 tháng 1, 1974 |
| Peterson (DE-152)                           | Consolidated Steel Corporation, Orange, Texas | 28 tháng 2, 1943  | 15 tháng 5, 1943  | 29 tháng 9, 1943    | 1 tháng 5, 1946    | Xóa đăng bạ 1 tháng 8, 1973, bán để tháo dỡ 1974 |
| Peterson (DE-152)                           | Consolidated Steel Corporation, Orange, Texas | 28 tháng 2, 1943  | 15 tháng 5, 1943  | 2 tháng 5, 1952     | tháng 6, 1965      | Xóa đăng bạ 1 tháng 8, 1973, bán để tháo dỡ 1974 |
| Stewart (DE-238)                            | Brown Shipbuilding, Houston, Texas            | 15 tháng 7, 1942  | 22 tháng 11, 1942 | 31 tháng 5, 1943    | tháng 1, 1947      | Xóa đăng bạ 1 tháng 10, 1972; trao tặng như là tàu bảo tàng tại Galveston, Texas 25 tháng 6, 1974 |
| Sturtevant (DE-239)                         | Brown Shipbuilding, Houston, Texas            | 15 tháng 7, 1942  | 3 tháng 12, 1942  | 16 tháng 6, 1943    | 24 tháng 3, 1946   | Xếp lại lớp DER-239 1 tháng 11, 1956. Xóa đăng bạ 1 tháng 12, 1972, bán để tháo dỡ 20 tháng 9, 1973 |
| Sturtevant (DE-239)                         | Brown Shipbuilding, Houston, Texas            | 15 tháng 7, 1942  | 3 tháng 12, 1942  | 3 tháng 8, 1951     | 31 tháng 10, 1956  | Xếp lại lớp DER-239 1 tháng 11, 1956. Xóa đăng bạ 1 tháng 12, 1972, bán để tháo dỡ 20 tháng 9, 1973 |
| Sturtevant (DE-239)                         | Brown Shipbuilding, Houston, Texas            | 15 tháng 7, 1942  | 3 tháng 12, 1942  | 5 tháng 10, 1957    | tháng 6, 1960      | Xếp lại lớp DER-239 1 tháng 11, 1956. Xóa đăng bạ 1 tháng 12, 1972, bán để tháo dỡ 20 tháng 9, 1973 |
| Moore (DE-240)                              | Brown Shipbuilding, Houston, Texas            | 20 tháng 7, 1942  | 21 tháng 12, 1942 | 1 tháng 7, 1943     | 30 tháng 6, 1947   | Xóa đăng bạ 1 tháng 8, 1973, bị đánh chìm như mục tiêu ngoài khơi Virginia 13 tháng 6, 1975 |
| Keith (DE-241) (ex-Scott)                   | Brown Shipbuilding, Houston, Texas            | 4 tháng 8, 1942   | 21 tháng 12, 1942 | 19 tháng 7, 1943    | 20 tháng 9, 1946   | Xóa đăng bạ 1 tháng 11, 1972, bán để tháo dỡ 1973 |
| Tomich (DE-242)                             | Brown Shipbuilding, Houston, Texas            | 15 tháng 9, 1942  | 28 tháng 12, 1942 | 27 tháng 7, 1943    | 20 tháng 9, 1946   | Xóa đăng bạ 1 tháng 11, 1972, bán để tháo dỡ 20 tháng 1, 1974 |
| J. Richard Ward (DE-243) (ex-James R. Ward) | Brown Shipbuilding, Houston, Texas            | 30 tháng 9, 1942  | 6 tháng 1, 1943   | 5 tháng 7, 1943     | 13 tháng 6, 1946   | Xóa đăng bạ 2 tháng 1, 1971, bán để tháo dỡ 10 tháng 4, 1972 |
| Otterstetter (DE-244)                       | Brown Shipbuilding, Houston, Texas            | 9 tháng 11, 1942  | 19 tháng 1, 1943  | 6 tháng 8, 1943     | 21 tháng 9, 1946   | Xếp lại lớp DER-244 in tháng 12, 1951. Xóa đăng bạ 1 tháng 8, 1974, bị đánh chìm như mục tiêu ngoài khơi Puerto Rico 15 tháng 2, 1976 |
| Otterstetter (DE-244)                       | Brown Shipbuilding, Houston, Texas            | 9 tháng 11, 1942  | 19 tháng 1, 1943  | 6 tháng 6, 1952     | 20 tháng 6, 1960   | Xếp lại lớp DER-244 in tháng 12, 1951. Xóa đăng bạ 1 tháng 8, 1974, bị đánh chìm như mục tiêu ngoài khơi Puerto Rico 15 tháng 2, 1976 |
| Sloat (DE-245)                              | Brown Shipbuilding, Houston, Texas            | 21 tháng 11, 1942 | 21 tháng 1, 1943  | 16 tháng 8, 1943    | 6 tháng 8, 1947    | Xóa đăng bạ 2 tháng 1, 1971, bán để tháo dỡ 10 tháng 4, 1972 |
| Snowden (DE-246)                            | Brown Shipbuilding, Houston, Texas            | 7 tháng 12, 1942  | 19 tháng 2, 1943  | 23 tháng 8, 1943    | 29 tháng 3, 1946   | Xóa đăng bạ 23 tháng 9, 1968, bị đánh chìm như mục tiêu ngoài khơi Newport, Rhode Island 23 tháng 6, 1969 |
| Snowden (DE-246)                            | Brown Shipbuilding, Houston, Texas            | 7 tháng 12, 1942  | 19 tháng 2, 1943  | 6 tháng 6, 1951     | tháng 8, 1960      | Xóa đăng bạ 23 tháng 9, 1968, bị đánh chìm như mục tiêu ngoài khơi Newport, Rhode Island 23 tháng 6, 1969 |
| Snowden (DE-246)                            | Brown Shipbuilding, Houston, Texas            | 7 tháng 12, 1942  | 19 tháng 2, 1943  | 2 tháng 10, 1961    | 23 tháng 9, 1968   | Xóa đăng bạ 23 tháng 9, 1968, bị đánh chìm như mục tiêu ngoài khơi Newport, Rhode Island 23 tháng 6, 1969 |
| Stanton (DE-247)                            | Brown Shipbuilding, Houston, Texas            | 7 tháng 12, 1942  | 21 tháng 2, 1943  | 7 tháng 8, 1943     | 2 tháng 6, 1947    | Xóa đăng bạ 1 tháng 12, 1970 |
| Swasey (DE-248)                             | Brown Shipbuilding, Houston, Texas            | 30 tháng 12, 1942 | 18 tháng 3, 1943  | 31 tháng 8, 1943    | 15 tháng 1, 1946   | Xóa đăng bạ 1 tháng 11, 1972, bán để tháo dỡ 30 tháng 1, 1974 |
| Marchand (DE-249)                           | Brown Shipbuilding, Houston, Texas            | 30 tháng 12, 1942 | 20 tháng 3, 1943  | 8 tháng 9, 1943     | 25 tháng 4, 1947   | Xóa đăng bạ 2 tháng 1, 1971, bán để tháo dỡ 30 tháng 1, 1974 |
| Hurst (DE-250)                              | Brown Shipbuilding, Houston, Texas            | 27 tháng 1, 1943  | 14 tháng 4, 1943  | 30 tháng 8, 1943    | 1 tháng 5, 1946    | Xóa đăng bạ 1 tháng 12, 1972. Chuyển cho Mexico như là chiếc Comodoro Manual Azueta 1 tháng 10, 1973 |
| Camp (DE-251)                               | Brown Shipbuilding, Houston, Texas            | 27 tháng 1, 1943  | 16 tháng 4, 1943  | 16 tháng 9, 1943    | 1 tháng 5, 1946    | Xếp lại lớp DER-251 21 tháng 10, 1951. Chuyển cho Nam Việt Nam như là chiếc Trần Hưng Đạo 13 tháng 2, 1971. Xóa đăng bạ 30 tháng 12, 1975. Di tản sang Philippines và hoạt động cùng Hải quân Philippine như là chiếc Rajah Lakandula 5 tháng 4, 1976 |
| Camp (DE-251)                               | Brown Shipbuilding, Houston, Texas            | 27 tháng 1, 1943  | 16 tháng 4, 1943  | 31 tháng 7, 1956    | 13 tháng 2, 1971   | Xếp lại lớp DER-251 21 tháng 10, 1951. Chuyển cho Nam Việt Nam như là chiếc Trần Hưng Đạo 13 tháng 2, 1971. Xóa đăng bạ 30 tháng 12, 1975. Di tản sang Philippines và hoạt động cùng Hải quân Philippine như là chiếc Rajah Lakandula 5 tháng 4, 1976 |
| Howard D. Crow (DE-252)                     | Brown Shipbuilding, Houston, Texas            | 6 tháng 2, 1943   | 26 tháng 4, 1943  | 27 tháng 9, 1943    | 22 tháng 5, 1946   | Xóa đăng bạ 23 tháng 9, 1968, bán để tháo dỡ tháng 10, 1970 |
| Howard D. Crow (DE-252)                     | Brown Shipbuilding, Houston, Texas            | 6 tháng 2, 1943   | 26 tháng 4, 1943  | 6 tháng 7, 1951     | 23 tháng 9, 1968   | Xóa đăng bạ 23 tháng 9, 1968, bán để tháo dỡ tháng 10, 1970 |
| Pettit (DE-253)                             | Brown Shipbuilding, Houston, Texas            | 6 tháng 2, 1943   | 28 tháng 4, 1943  | 23 tháng 9, 1943    | 6 tháng 5, 1946    | Xóa đăng bạ 1 tháng 8, 1973, bị đánh chìm như mục tiêu ngoài khơi Puerto Rico 30 tháng 9, 1974 |
| Ricketts (DE-254)                           | Brown Shipbuilding, Houston, Texas            | 16 tháng 3, 1943  | 10 tháng 5, 1943  | 5 tháng 10, 1943    | 17 tháng 4, 1946   | Xóa đăng bạ 1 tháng 11, 1972, bán để tháo dỡ 18 tháng 1, 1974 |
| Sellstrom (DE-255)                          | Brown Shipbuilding, Houston, Texas            | 16 tháng 3, 1943  | 12 tháng 5, 1943  | 12 tháng 10, 1943   | 13 tháng 6, 1946   | Xếp lại lớp DER-255 21 tháng 10, 1955. Xóa đăng bạ 1 tháng 11, 1965, bán để tháo dỡ tháng 4, 1967 |
| Sellstrom (DE-255)                          | Brown Shipbuilding, Houston, Texas            | 16 tháng 3, 1943  | 12 tháng 5, 1943  | 1 tháng 10, 1956    | tháng 6, 1960      | Xếp lại lớp DER-255 21 tháng 10, 1955. Xóa đăng bạ 1 tháng 11, 1965, bán để tháo dỡ tháng 4, 1967 |
| Harveson (DE-316)                           | Consolidated Steel Corporation, Orange, Texas | 9 tháng 3, 1943   | 22 tháng 5, 1943  | 12 tháng 10, 1943   | 9 tháng 5, 1947    | Xếp lại lớp DER-316 13 tháng 9, 1950. Xóa đăng bạ 1 tháng 12, 1966, bị đánh chìm như mục tiêu ngoài khơi California 10 tháng 10, 1967 |
| Harveson (DE-316)                           | Consolidated Steel Corporation, Orange, Texas | 9 tháng 3, 1943   | 22 tháng 5, 1943  | 12 tháng 2, 1951    | 30 tháng 6, 1960   | Xếp lại lớp DER-316 13 tháng 9, 1950. Xóa đăng bạ 1 tháng 12, 1966, bị đánh chìm như mục tiêu ngoài khơi California 10 tháng 10, 1967 |
| Joyce (DE-317)                              | Consolidated Steel Corporation, Orange, Texas | 8 tháng 3, 1943   | 26 tháng 5, 1943  | 30 tháng 9, 1943    | 1 tháng 5, 1946    | Xếp lại lớp DER-317 13 tháng 9, 1950. Xóa đăng bạ 1 tháng 12, 1972, bán để tháo dỡ 11 tháng 9, 1973 |
| Joyce (DE-317)                              | Consolidated Steel Corporation, Orange, Texas | 8 tháng 3, 1943   | 26 tháng 5, 1943  | 28 tháng 2, 1951    | 17 tháng 6, 1960   | Xếp lại lớp DER-317 13 tháng 9, 1950. Xóa đăng bạ 1 tháng 12, 1972, bán để tháo dỡ 11 tháng 9, 1973 |
| Kirkpatrick (DE-318)                        | Consolidated Steel Corporation, Orange, Texas | 15 tháng 3, 1943  | 5 tháng 6, 1943   | 23 tháng 10, 1943   | 1 tháng 5, 1946    | Xếp lại lớp DER-318 1 tháng 10, 1951. Xóa đăng bạ 1 tháng 8, 1974, bán để tháo dỡ 12 tháng 3, 1975 |
| Kirkpatrick (DE-318)                        | Consolidated Steel Corporation, Orange, Texas | 15 tháng 3, 1943  | 5 tháng 6, 1943   | 23 tháng 2, 1952    | 24 tháng 6, 1960   | Xếp lại lớp DER-318 1 tháng 10, 1951. Xóa đăng bạ 1 tháng 8, 1974, bán để tháo dỡ 12 tháng 3, 1975 |
| Leopold (DE-319)                            | Consolidated Steel Corporation, Orange, Texas | 24 tháng 3, 1943  | 12 tháng 6, 1943  | 18 tháng 10, 1943   | —                  | Bị đánh chìm do trúng ngư lôi từ tàu ngầm U-255 phía Nam Iceland 10 tháng 3, 1944 |
| Menges (DE-320)                             | Consolidated Steel Corporation, Orange, Texas | 22 tháng 3, 1943  | 15 tháng 6, 1943  | 26 tháng 10, 1943   | tháng 1, 1947      | Trúng ngư lôi từ tàu ngầm U-371 trong vịnh Bougie 3 tháng 5, 1944; được sửa chữa và quay lại hoạt động 26 tháng 9, 1944. Xóa đăng bạ 2 tháng 1, 1971, bán để tháo dỡ 10 tháng 4, 1972. |
| Mosley (DE-321)                             | Consolidated Steel Corporation, Orange, Texas | 6 tháng 4, 1943   | 26 tháng 6, 1943  | 30 tháng 10, 1943   | 15 tháng 3, 1946   | Xóa đăng bạ 2 tháng 1, 1971, bán để tháo dỡ 22 tháng 8, 1973 |
| Newell (DE-322)                             | Consolidated Steel Corporation, Orange, Texas | 5 tháng 4, 1943   | 29 tháng 6, 1943  | 30 tháng 10, 1943   | 20 tháng 11, 1945  | Nhập biên chế cùng Tuần duyên Hoa Kỳ như là chiếc USCGC Newell (WDE-422) 20 tháng 7, 1951. Xuất biên chế và hoàn trả cho Hải quân 1 tháng 6, 1954. Xếp lại lớp DER-322 1 tháng 11, 1956. Xóa đăng bạ 23 tháng 9, 1968, bán để tháo dỡ 15 tháng 12, 1971 |
| Newell (DE-322)                             | Consolidated Steel Corporation, Orange, Texas | 5 tháng 4, 1943   | 29 tháng 6, 1943  | 20 tháng 8, 1957    | 21 tháng 9, 1968   | Nhập biên chế cùng Tuần duyên Hoa Kỳ như là chiếc USCGC Newell (WDE-422) 20 tháng 7, 1951. Xuất biên chế và hoàn trả cho Hải quân 1 tháng 6, 1954. Xếp lại lớp DER-322 1 tháng 11, 1956. Xóa đăng bạ 23 tháng 9, 1968, bán để tháo dỡ 15 tháng 12, 1971 |
| Pride (DE-323)                              | Consolidated Steel Corporation, Orange, Texas | 12 tháng 4, 1943  | 3 tháng 7, 1943   | 13 tháng 11, 1943   | 26 tháng 4, 1946   | Nhập biên chế cùng Tuần duyên Hoa Kỳ như là chiếc USCGC Pride (WDE-423) 20 tháng 7, 1951. Xuất biên chế và hoàn trả cho Hải quân 1 tháng 6, 1954. Xóa đăng bạ 2 tháng 1, 1971, bán để tháo dỡ 30 tháng 1, 1974 |
| Falgout (DE-324)                            | Consolidated Steel Corporation, Orange, Texas | 26 tháng 5, 1943  | 24 tháng 7, 1943  | 15 tháng 11, 1943   | 18 tháng 4, 1947   | Nhập biên chế cùng Tuần duyên Hoa Kỳ như là chiếc USCGC Falgout (WDE-424) 24 tháng 8, 1951. Xuất biên chế và hoàn trả cho Hải quân 21 tháng 5, 1954. Xếp lại lớp DER-324 28 tháng 10, 1954. Xóa đăng bạ 1 tháng 6, 1975, bị đánh chìm như mục tiêu ngoài khơi California 12 tháng 1, 1977                                                                                                |
| Falgout (DE-324)                            | Consolidated Steel Corporation, Orange, Texas | 26 tháng 5, 1943  | 24 tháng 7, 1943  | 30 tháng 6, 1955    | 10 tháng 10, 1969  | Nhập biên chế cùng Tuần duyên Hoa Kỳ như là chiếc USCGC Falgout (WDE-424) 24 tháng 8, 1951. Xuất biên chế và hoàn trả cho Hải quân 21 tháng 5, 1954. Xếp lại lớp DER-324 28 tháng 10, 1954. Xóa đăng bạ 1 tháng 6, 1975, bị đánh chìm như mục tiêu ngoài khơi California 12 tháng 1, 1977                                                                                                |
| Lowe (DE-325)                               | Consolidated Steel Corporation, Orange, Texas | 24 tháng 5, 1943  | 28 tháng 7, 1943  | 22 tháng 11, 1943   | 1 tháng 5, 1946    | Nhập biên chế cùng Tuần duyên Hoa Kỳ như là chiếc USCGC Lowe (WDE-425) 20 tháng 7, 1951. Xuất biên chế và hoàn trả cho Hải quân 1 tháng 6, 1954. Xếp lại lớp DER-325 28 tháng 10, 1954. Xóa đăng bạ 23 tháng 9, 1968, bán để tháo dỡ 3 tháng 9, 1969 |
| Lowe (DE-325)                               | Consolidated Steel Corporation, Orange, Texas | 24 tháng 5, 1943  | 28 tháng 7, 1943  | 15 tháng 1, 1955    | 23 tháng 9, 1968   | Nhập biên chế cùng Tuần duyên Hoa Kỳ như là chiếc USCGC Lowe (WDE-425) 20 tháng 7, 1951. Xuất biên chế và hoàn trả cho Hải quân 1 tháng 6, 1954. Xếp lại lớp DER-325 28 tháng 10, 1954. Xóa đăng bạ 23 tháng 9, 1968, bán để tháo dỡ 3 tháng 9, 1969 |
| Thomas J. Gary (DE-326) (ex-Gary)           | Consolidated Steel Corporation, Orange, Texas | 15 tháng 6, 1943  | 21 tháng 8, 1943  | 27 tháng 11, 1943   | 7 tháng 3, 1947    | Đổi tên từ Gary 1 tháng 1, 1945 để lấy tên cho tàu tuần dương hạng nhẹ CL-147. Xếp lại lớp DER-326 1 tháng 11, 1956. Xóa đăng bạ 22 tháng 10, 1973. Chuyển cho Tunisia và đổi tên thành President Bourgiba 22 tháng 10, 1973 |
| Thomas J. Gary (DE-326) (ex-Gary)           | Consolidated Steel Corporation, Orange, Texas | 15 tháng 6, 1943  | 21 tháng 8, 1943  | 2 tháng 8, 1957     | 22 tháng 10, 1973  | Đổi tên từ Gary 1 tháng 1, 1945 để lấy tên cho tàu tuần dương hạng nhẹ CL-147. Xếp lại lớp DER-326 1 tháng 11, 1956. Xóa đăng bạ 22 tháng 10, 1973. Chuyển cho Tunisia và đổi tên thành President Bourgiba 22 tháng 10, 1973 |
| Brister (DE-327) (ex-O'Toole)               | Consolidated Steel Corporation, Orange, Texas | 14 tháng 6, 1943  | 24 tháng 8, 1943  | 30 tháng 11, 1943   | 4 tháng 10, 1946   | Xếp lại lớp DER-327 21 tháng 10, 1955. Xóa đăng bạ 23 tháng 9, 1968, bán để tháo dỡ 3 tháng 11, 1971 |
| Brister (DE-327) (ex-O'Toole)               | Consolidated Steel Corporation, Orange, Texas | 14 tháng 6, 1943  | 24 tháng 8, 1943  | 21 tháng 7, 1956    | 21 tháng 9, 1968   | Xếp lại lớp DER-327 21 tháng 10, 1955. Xóa đăng bạ 23 tháng 9, 1968, bán để tháo dỡ 3 tháng 11, 1971 |
| Finch (DE-328)                              | Consolidated Steel Corporation, Orange, Texas | 29 tháng 6, 1943  | 28 tháng 8, 1943  | 13 tháng 12, 1943   | 4 tháng 10, 1946   | Nhập biên chế cùng Tuần duyên Hoa Kỳ như là chiếc USCGC Finch (WDE-428) 21 tháng 8, 1951. Xuất biên chế và hoàn trả cho Hải quân 23 tháng 4, 1954. Xếp lại lớp DER-328 21 tháng 10, 1955. Xóa đăng bạ 1 tháng 2, 1974, bán để tháo dỡ 27 tháng 9, 1974 |
| Finch (DE-328)                              | Consolidated Steel Corporation, Orange, Texas | 29 tháng 6, 1943  | 28 tháng 8, 1943  | 17 tháng 9, 1956    | 1 tháng 10, 1973   | Nhập biên chế cùng Tuần duyên Hoa Kỳ như là chiếc USCGC Finch (WDE-428) 21 tháng 8, 1951. Xuất biên chế và hoàn trả cho Hải quân 23 tháng 4, 1954. Xếp lại lớp DER-328 21 tháng 10, 1955. Xóa đăng bạ 1 tháng 2, 1974, bán để tháo dỡ 27 tháng 9, 1974 |
| Kretchmer (DE-329)                          | Consolidated Steel Corporation, Orange, Texas | 28 tháng 6, 1943  | 31 tháng 8, 1943  | 27 tháng 12, 1943   | 20 tháng 9, 1946   | Xếp lại lớp DER-329 21 tháng 10, 1955. Xóa đăng bạ 30 tháng 9, 1973, bán để tháo dỡ 14 tháng 5, 1974 |
| Kretchmer (DE-329)                          | Consolidated Steel Corporation, Orange, Texas | 28 tháng 6, 1943  | 31 tháng 8, 1943  | 22 tháng 9, 1956    | 1 tháng 10, 1973   | Xếp lại lớp DER-329 21 tháng 10, 1955. Xóa đăng bạ 30 tháng 9, 1973, bán để tháo dỡ 14 tháng 5, 1974 |
| O'Reilly (DE-330)                           | Consolidated Steel Corporation, Orange, Texas | 29 tháng 7, 1943  | 2 tháng 10, 1943  | 28 tháng 12, 1943   | 15 tháng 6, 1946   | Xóa đăng bạ 15 tháng 1, 1971, bán để tháo dỡ 10 tháng 4, 1972 |
| Koiner (DE-331)                             | Consolidated Steel Corporation, Orange, Texas | 26 tháng 7, 1943  | 5 tháng 10, 1943  | 27 tháng 12, 1943   | 4 tháng 10, 1946   | Nhập biên chế cùng Tuần duyên Hoa Kỳ như là chiếc USCGC Koiner (WDE-431) 20 tháng 6, 1951. Xuất biên chế và hoàn trả cho Hải quân 14 tháng 5, 1954. Xếp lại lớp DER-328 28 tháng 10, 1954. Xóa đăng bạ 23 tháng 9, 1968, bán để tháo dỡ 3 tháng 9, 1969 |
| Koiner (DE-331)                             | Consolidated Steel Corporation, Orange, Texas | 26 tháng 7, 1943  | 5 tháng 10, 1943  | 26 tháng 8, 1955    | 23 tháng 9, 1968   | Nhập biên chế cùng Tuần duyên Hoa Kỳ như là chiếc USCGC Koiner (WDE-431) 20 tháng 6, 1951. Xuất biên chế và hoàn trả cho Hải quân 14 tháng 5, 1954. Xếp lại lớp DER-328 28 tháng 10, 1954. Xóa đăng bạ 23 tháng 9, 1968, bán để tháo dỡ 3 tháng 9, 1969 |
| Price (DE-332)                              | Consolidated Steel Corporation, Orange, Texas | 24 tháng 8, 1943  | 30 tháng 10, 1943 | 12 tháng 1, 1944    | 16 tháng 5, 1947   | Xếp lại lớp DER-332 21 tháng 10, 1955. Xóa đăng bạ 1 tháng 8, 1974, bán để tháo dỡ 12 tháng 3, 1975 |
| Price (DE-332)                              | Consolidated Steel Corporation, Orange, Texas | 24 tháng 8, 1943  | 30 tháng 10, 1943 | 1 tháng 8, 1956     | 30 tháng 6, 1960   | Xếp lại lớp DER-332 21 tháng 10, 1955. Xóa đăng bạ 1 tháng 8, 1974, bán để tháo dỡ 12 tháng 3, 1975 |
| Strickland (DE-333)                         | Consolidated Steel Corporation, Orange, Texas | 23 tháng 8, 1943  | 2 tháng 11, 1943  | 10 tháng 1, 1944    | 15 tháng 6, 1946   | Xếp lại lớp DER-333 1 tháng 10, 1951. Xóa đăng bạ 1 tháng 12, 1972, bán để tháo dỡ 10 tháng 9, 1974 |
| Strickland (DE-333)                         | Consolidated Steel Corporation, Orange, Texas | 23 tháng 8, 1943  | 2 tháng 11, 1943  | 2 tháng 2, 1952     | 17 tháng 6, 1960   | Xếp lại lớp DER-333 1 tháng 10, 1951. Xóa đăng bạ 1 tháng 12, 1972, bán để tháo dỡ 10 tháng 9, 1974 |
| Forster (DE-334)                            | Consolidated Steel Corporation, Orange, Texas | 31 tháng 8, 1943  | 13 tháng 11, 1943 | 25 tháng 1, 1944    | 15 tháng 6, 1946   | Nhập biên chế cùng Tuần duyên Hoa Kỳ như là chiếc USCGC Forster (WDE-434) 29 tháng 6, 1951. Xuất biên chế và hoàn trả cho Hải quân 25 tháng 5, 1954. Xếp lại lớp DER-334 21 tháng 10, 1955. Xóa đăng bạ 25 tháng 9, 1971. Chuyển cho Việt Nam Cộng hòa và đổi tên thành Trần Khánh Dư 25 tháng 9, 1971. Được Hải quân Bắc Việt Nam tiếp quản và đổi tên thành Dai Ky(?) 29 tháng 4, 1975 |
| Forster (DE-334)                            | Consolidated Steel Corporation, Orange, Texas | 31 tháng 8, 1943  | 13 tháng 11, 1943 | 23 tháng 10, [[1956 | 25 tháng 9, [[1971 | Nhập biên chế cùng Tuần duyên Hoa Kỳ như là chiếc USCGC Forster (WDE-434) 29 tháng 6, 1951. Xuất biên chế và hoàn trả cho Hải quân 25 tháng 5, 1954. Xếp lại lớp DER-334 21 tháng 10, 1955. Xóa đăng bạ 25 tháng 9, 1971. Chuyển cho Việt Nam Cộng hòa và đổi tên thành Trần Khánh Dư 25 tháng 9, 1971. Được Hải quân Bắc Việt Nam tiếp quản và đổi tên thành Dai Ky(?) 29 tháng 4, 1975 |
| Daniel (DE-335)                             | Consolidated Steel Corporation, Orange, Texas | 30 tháng 8, 1943  | 16 tháng 11, 1943 | 24 tháng 1, 1944    | 12 tháng 4, 1946   | Xóa đăng bạ 15 tháng 1, 1971, bán để tháo dỡ 30 tháng 1, 1974 |
| Roy O. Hale (DE-336)                        | Consolidated Steel Corporation, Orange, Texas | 13 tháng 9, 1943  | 20 tháng 11, 1943 | 3 tháng 2, 1944     | 11 tháng 7, 1946   | Xếp lại lớp DER-336 21 tháng 10, 1955. Xóa đăng bạ 1 tháng 8, 1974, bán để tháo dỡ 12 tháng 3, 1975 |
| Roy O. Hale (DE-336)                        | Consolidated Steel Corporation, Orange, Texas | 13 tháng 9, 1943  | 20 tháng 11, 1943 | 29 tháng 1, 1957    | 15 tháng 7, 1963   | Xếp lại lớp DER-336 21 tháng 10, 1955. Xóa đăng bạ 1 tháng 8, 1974, bán để tháo dỡ 12 tháng 3, 1975 |
| Dale W. Peterson (DE-337)                   | Consolidated Steel Corporation, Orange, Texas | 25 tháng 10, 1943 | 22 tháng 12, 1943 | 17 tháng 2, 1944    | 27 tháng 3, 1946   | Xóa đăng bạ 2 tháng 1, 1971, bán để tháo dỡ 10 tháng 4, 1972 |
| Martin H. Ray (DE-338)                      | Consolidated Steel Corporation, Orange, Texas | 27 tháng 10, 1943 | 29 tháng 12, 1943 | 28 tháng 2, 1944    | tháng 3, 1946      | Xóa đăng bạ 1 tháng 5, 1966, bán để tháo dỡ 30 tháng 3, 1967 |
| Ramsden (DE-382)                            | Brown Shipbuilding, Houston, Texas            | 26 tháng 3, 1943  | 24 tháng 5, 1943  | 19 tháng 10, 1943   | 13 tháng 6, 1946   | Nhập biên chế cùng Tuần duyên Hoa Kỳ như là chiếc USCGC Ramsden (WDE-482) 1 tháng 4, 1952. Xuất biên chế và hoàn trả cho Hải quân 28 tháng 6, 1954. Xếp lại lớp DER-382 1 tháng 11, 1956. Xóa đăng bạ 1 tháng 8, 1974, và bị đánh chìm như mục tiêu sau đó |
| Ramsden (DE-382)                            | Brown Shipbuilding, Houston, Texas            | 26 tháng 3, 1943  | 24 tháng 5, 1943  | 10 tháng 12, 1957   | 23 tháng 6, 1960   | Nhập biên chế cùng Tuần duyên Hoa Kỳ như là chiếc USCGC Ramsden (WDE-482) 1 tháng 4, 1952. Xuất biên chế và hoàn trả cho Hải quân 28 tháng 6, 1954. Xếp lại lớp DER-382 1 tháng 11, 1956. Xóa đăng bạ 1 tháng 8, 1974, và bị đánh chìm như mục tiêu sau đó |
| Mills (DE-383)                              | Brown Shipbuilding, Houston, Texas            | 26 tháng 3, 1943  | 26 tháng 5, 1943  | 12 tháng 10, 1943   | 14 tháng 6, 1946   | Xếp lại lớp DER-383 on 1 tháng 11, 1956. Xóa đăng bạ 1 tháng 8, 1974, bán để tháo dỡ 12 tháng 3, 1975 |
| Mills (DE-383)                              | Brown Shipbuilding, Houston, Texas            | 26 tháng 3, 1943  | 26 tháng 5, 1943  | 3 tháng 10, 1957    | 27 tháng 10, 1970  | Xếp lại lớp DER-383 on 1 tháng 11, 1956. Xóa đăng bạ 1 tháng 8, 1974, bán để tháo dỡ 12 tháng 3, 1975 |
| Rhodes (DE-384)                             | Brown Shipbuilding, Houston, Texas            | 19 tháng 4, 1943  | 29 tháng 6, 1943  | 25 tháng 10, 1943   | 13 tháng 6, 1946   | Xếp lại lớp DER-384 28 tháng 10, 1954. Xóa đăng bạ 1 tháng 8, 1974, bán để tháo dỡ 12 tháng 3, 1975 |
| Rhodes (DE-384)                             | Brown Shipbuilding, Houston, Texas            | 19 tháng 4, 1943  | 29 tháng 6, 1943  | 1 tháng 8, 1955     | 10 tháng 7, 1963   | Xếp lại lớp DER-384 28 tháng 10, 1954. Xóa đăng bạ 1 tháng 8, 1974, bán để tháo dỡ 12 tháng 3, 1975 |
| Richey (DE-385)                             | Brown Shipbuilding, Houston, Texas            | 19 tháng 4, 1943  | 30 tháng 6, 1943  | 30 tháng 10, 1943   | tháng 1, 1947      | Nhập biên chế cùng Tuần duyên Hoa Kỳ như là chiếc USCGC Richey (WDE-485) on 1 tháng 4, 1952. Xuất biên chế và hoàn trả cho Hải quân 28 tháng 6, 1954. Xóa đăng bạ 30 tháng 6, 1968, bị đánh chìm như mục tiêu ngoài khơi California tháng 7, 1969 |
| Savage (DE-386)                             | Brown Shipbuilding, Houston, Texas            | 30 tháng 4, 1943  | 15 tháng 7, 1943  | 29 tháng 10, 1943   | 13 tháng 6, 1946   | Xếp lại lớp DER-386 28 tháng 10, 1954. Xóa đăng bạ 1 tháng 6, 1975, bị đánh chìm như mục tiêu ngoài khơi California 25 tháng 10, 1982 |
| Savage (DE-386)                             | Brown Shipbuilding, Houston, Texas            | 30 tháng 4, 1943  | 15 tháng 7, 1943  | 18 tháng 2, 1955    | 17 tháng 10, 1969  | Xếp lại lớp DER-386 28 tháng 10, 1954. Xóa đăng bạ 1 tháng 6, 1975, bị đánh chìm như mục tiêu ngoài khơi California 25 tháng 10, 1982 |
| Vance (DE-387)                              | Brown Shipbuilding, Houston, Texas            | 30 tháng 4, 1943  | 16 tháng 7, 1943  | 1 tháng 11, 1943    | 27 tháng 2, 1946   | Nhập biên chế cùng Tuần duyên Hoa Kỳ như là chiếc USCGC Vance (WDE-487) 9 tháng 5, 1952. Xuất biên chế và hoàn trả cho Hải quân 16 tháng 6, 1954. Xếp lại lớp DER-387 21 tháng 10, 1955. Xóa đăng bạ 1 tháng 6, 1975, bị đánh chìm như mục tiêu 1985 |
| Vance (DE-387)                              | Brown Shipbuilding, Houston, Texas            | 30 tháng 4, 1943  | 16 tháng 7, 1943  | 5 tháng 10, 1956    | 10 tháng 10, 1969  | Nhập biên chế cùng Tuần duyên Hoa Kỳ như là chiếc USCGC Vance (WDE-487) 9 tháng 5, 1952. Xuất biên chế và hoàn trả cho Hải quân 16 tháng 6, 1954. Xếp lại lớp DER-387 21 tháng 10, 1955. Xóa đăng bạ 1 tháng 6, 1975, bị đánh chìm như mục tiêu 1985 |
| Lansing (DE-388)                            | Brown Shipbuilding, Houston, Texas            | 15 tháng 5, 1943  | 2 tháng 8, 1943   | 10 tháng 11, 1943   | 25 tháng 4, 1946   | Nhập biên chế cùng Tuần duyên Hoa Kỳ như là chiếc USCGC Lansing (WDE-488) 15 tháng 6, 1952. Xuất biên chế và hoàn trả cho Hải quân 29 tháng 3, 1954. Xếp lại lớp DER-388 21 tháng 10, 1955. Xóa đăng bạ 1 tháng 2, 1974, bán để tháo dỡ 16 tháng 8, 1974 |
| Lansing (DE-388)                            | Brown Shipbuilding, Houston, Texas            | 15 tháng 5, 1943  | 2 tháng 8, 1943   | 18 tháng 12, 1956   | 21 tháng 5, 1965   | Nhập biên chế cùng Tuần duyên Hoa Kỳ như là chiếc USCGC Lansing (WDE-488) 15 tháng 6, 1952. Xuất biên chế và hoàn trả cho Hải quân 29 tháng 3, 1954. Xếp lại lớp DER-388 21 tháng 10, 1955. Xóa đăng bạ 1 tháng 2, 1974, bán để tháo dỡ 16 tháng 8, 1974 |
| Durant (DE-389)                             | Brown Shipbuilding, Houston, Texas            | 15 tháng 5, 1943  | 3 tháng 8, 1943   | 16 tháng 11, 1943   | 27 tháng 2, 1946   | Nhập biên chế cùng Tuần duyên Hoa Kỳ như là chiếc USCGC Durant (WDE-489) 9 tháng 5, 1952. Xuất biên chế và hoàn trả cho Hải quân 16 tháng 6, 1954. Xếp lại lớp DER-389 7 tháng 12, 1955. Xóa đăng bạ 1 tháng 4, 1974, bán để tháo dỡ 16 tháng 8, 1974 |
| Durant (DE-389)                             | Brown Shipbuilding, Houston, Texas            | 15 tháng 5, 1943  | 3 tháng 8, 1943   | 7 tháng 12, 1956    | tháng 6, 1964      | Nhập biên chế cùng Tuần duyên Hoa Kỳ như là chiếc USCGC Durant (WDE-489) 9 tháng 5, 1952. Xuất biên chế và hoàn trả cho Hải quân 16 tháng 6, 1954. Xếp lại lớp DER-389 7 tháng 12, 1955. Xóa đăng bạ 1 tháng 4, 1974, bán để tháo dỡ 16 tháng 8, 1974 |
| Calcaterra (DE-390)                         | Brown Shipbuilding, Houston, Texas            | 28 tháng 5, 1943  | 16 tháng 8, 1943  | 17 tháng 11, 1943   | 1 tháng 5, 1946    | Xếp lại lớp DER-390 28 tháng 10, 1954. Xóa đăng bạ 2 tháng 7, 1973, bán để tháo dỡ 14 tháng 5, 1974 |
| Calcaterra (DE-390)                         | Brown Shipbuilding, Houston, Texas            | 28 tháng 5, 1943  | 16 tháng 8, 1943  | 12 tháng 9, 1955    | 2 tháng 7, 1973    | Xếp lại lớp DER-390 28 tháng 10, 1954. Xóa đăng bạ 2 tháng 7, 1973, bán để tháo dỡ 14 tháng 5, 1974 |
| Chambers (DE-391)                           | Brown Shipbuilding, Houston, Texas            | 28 tháng 5, 1943  | 17 tháng 8, 1943  | 22 tháng 11, 1943   | 22 tháng 4, 1946   | Nhập biên chế cùng Tuần duyên Hoa Kỳ như là chiếc USCGC Chambers (WDE-491) 11 tháng 6, 1952. Xuất biên chế và hoàn trả cho Hải quân 30 tháng 7, 1954. Xếp lại lớp DER-391 28 tháng 10, 1954. Xóa đăng bạ 1 tháng 3, 1975, bán để tháo dỡ 24 tháng 9, 1975 |
| Chambers (DE-391)                           | Brown Shipbuilding, Houston, Texas            | 28 tháng 5, 1943  | 17 tháng 8, 1943  | 1 tháng 6, 1955     | 20 tháng 6, 1960   | Nhập biên chế cùng Tuần duyên Hoa Kỳ như là chiếc USCGC Chambers (WDE-491) 11 tháng 6, 1952. Xuất biên chế và hoàn trả cho Hải quân 30 tháng 7, 1954. Xếp lại lớp DER-391 28 tháng 10, 1954. Xóa đăng bạ 1 tháng 3, 1975, bán để tháo dỡ 24 tháng 9, 1975 |
| Merrill (DE-392)                            | Brown Shipbuilding, Houston, Texas            | 1 tháng 7, 1943   | 29 tháng 8, 1943  | 27 tháng 11, 1943   | 1 tháng 5, 1946    | Xóa đăng bạ 2 tháng 4, 1971, bán để tháo dỡ 30 tháng 9, 1974 |
| Haverfield (DE-393)                         | Brown Shipbuilding, Houston, Texas            | 1 tháng 7, 1943   | 30 tháng 8, 1943  | 29 tháng 11, 1943   | 30 tháng 6, 1947   | Xếp lại lớp DER-393 2 tháng 9, 1954. Xóa đăng bạ 2 tháng 6, 1969, bán để tháo dỡ 15 tháng 12, 1971 |
| Haverfield (DE-393)                         | Brown Shipbuilding, Houston, Texas            | 1 tháng 7, 1943   | 30 tháng 8, 1943  | 4 tháng 1, 1955     | 2 tháng 6, 1969    | Xếp lại lớp DER-393 2 tháng 9, 1954. Xóa đăng bạ 2 tháng 6, 1969, bán để tháo dỡ 15 tháng 12, 1971 |
| Swenning (DE-394)                           | Brown Shipbuilding, Houston, Texas            | 17 tháng 7, 1943  | 13 tháng 9, 1943  | 1 tháng 12, 1943    | 18 tháng 6, 1946   | Xóa đăng bạ 1 tháng 7, 1972, bán để tháo dỡ 17 tháng 1, 1974 |
| Willis (DE-395)                             | Brown Shipbuilding, Houston, Texas            | 17 tháng 7, 1943  | 14 tháng 9, 1943  | 10 tháng 12, 1943   | 14 tháng 6, 1946   | Xóa đăng bạ 1 tháng 7, 1972, bán để tháo dỡ 1972 |
| Janssen (DE-396)                            | Brown Shipbuilding, Houston, Texas            | 4 tháng 8, 1943   | 4 tháng 10, 1943  | 18 tháng 12, 1943   | 19 tháng 6, 1946   | Xóa đăng bạ 1 tháng 7, 1972, bán để tháo dỡ 15 tháng 10, 1973 |
| Wilhoite (DE-397)                           | Brown Shipbuilding, Houston, Texas            | 4 tháng 8, 1943   | 5 tháng 10, 1943  | 16 tháng 12, 1943   | 19 tháng 6, 1946   | Xếp lại lớp DER-397 2 tháng 9, 1954. Xóa đăng bạ 2 tháng 7, 1969, bán để tháo dỡ 19 tháng 7, 1972 |
| Wilhoite (DE-397)                           | Brown Shipbuilding, Houston, Texas            | 4 tháng 8, 1943   | 5 tháng 10, 1943  | 29 tháng 1, 1955    | 2 tháng 7, 1969    | Xếp lại lớp DER-397 2 tháng 9, 1954. Xóa đăng bạ 2 tháng 7, 1969, bán để tháo dỡ 19 tháng 7, 1972 |
| Cockrill (DE-398)                           | Brown Shipbuilding, Houston, Texas            | 31 tháng 8, 1943  | 29 tháng 10, 1943 | 24 tháng 12, 1943   | 21 tháng 6, 1946   | Xóa đăng bạ 1 tháng 8, 1973, bị đánh chìm như mục tiêu ngoài khơi Florida 19 tháng 11, 1974 |
| Stockdale (DE-399)                          | Brown Shipbuilding, Houston, Texas            | 31 tháng 8, 1943  | 30 tháng 10, 1943 | 31 tháng 12, 1943   | 15 tháng 6, 1946   | Xóa đăng bạ 1 tháng 7, 1972, bị đánh chìm như mục tiêu ngoài khơi Florida 24 tháng 5, 1974 |
| Hissem (DE-400)                             | Brown Shipbuilding, Houston, Texas            | 6 tháng 10, 1943  | 26 tháng 12, 1943 | 13 tháng 1, 1944    | 15 tháng 6, 1946   | Xếp lại lớp DER-400 21 tháng 10, 1955. Xóa đăng bạ 1 tháng 6, 1975, bị đánh chìm như mục tiêu ngoài khơi California 24 tháng 2, 1982 |
| Hissem (DE-400)                             | Brown Shipbuilding, Houston, Texas            | 6 tháng 10, 1943  | 26 tháng 12, 1943 | 31 tháng 8, 1956    | 15 tháng 5, 1970   | Xếp lại lớp DER-400 21 tháng 10, 1955. Xóa đăng bạ 1 tháng 6, 1975, bị đánh chìm như mục tiêu ngoài khơi California 24 tháng 2, 1982 |
| Holder (DE-401)                             | Brown Shipbuilding, Houston, Texas            | 6 tháng 10, 1943  | 27 tháng 12, 1943 | 18 tháng 1, 1944    | 13 tháng 9, 1944   | Trúng ngư lôi từ máy bay Đức ngoài khơi Algiers 11 tháng 4, 1944. Xóa đăng bạ 23 tháng 9, 1944, bán để tháo dỡ 19 tháng 6, 1947 |